# Halosphaeria tubulifera
Halosphaeria tubulifera är en svampart som beskrevs av Kohlm. 1960. Halosphaeria tubulifera ingår i släktet Halosphaeria och familjen Halosphaeriaceae.   Inga underarter finns listade i Catalogue of Life.
I den svenska databasen Dyntaxa används istället namnet Ceriosporopsis tubulifera för samma taxon.  Arten är reproducerande i Sverige.